# Liste der Fürsten im Deutschen Kaiserreich
Als Deutsche Bundesfürsten wurden die Monarchen an der Spitze der Gliedstaaten des Norddeutschen Bunds (1867–1870) und des Deutschen Kaiserreichs (1871–1918) bezeichnet. Sie alle mussten infolge der Novemberrevolution von 1918 abdanken. Keine Bundesfürsten waren die Oberhäupter der als Republiken verfassten Stadtstaaten Hamburg, Bremen und Lübeck sowie die vom Kaiser ernannten Statthalter im Reichsland Elsaß-Lothringen.
Im Folgenden sind die Fürsten der monarchisch regierten Bundesstaaten des Deutschen Reichs aufgeführt. Sie standen in der Tradition und staatlichen Kontinuität der Fürsten des Deutschen Bundes unter Ausschluss der Kaiser von Österreich, der Großherzöge von Luxemburg und der Fürsten von Liechtenstein sowie der 1866 entthronten Könige von Hannover, der entthronten Kurfürsten von Hessen-Kassel, der 1866 ausgestorbenen Landgrafen von Hessen-Homburg und der 1849 abgedankten Fürsten von Hohenzollern.

## Könige von Preußen(Hohenzollern)
| Bild | Name (Lebensdaten)                                   | Regierungszeit                   | Anmerkungen |
| ---- | ---------------------------------------------------- | -------------------------------- | ----------- |
|      | Wilhelm I. (* 22. März 1797; † 9. März 1888)         | 2. Januar 1861 – 9. März 1888    |             |
|      | Friedrich III. (* 18. Oktober 1831; † 15. Juni 1888) | 9. März 1888 – 15. Juni 1888     |             |
|      | Wilhelm II. (* 27. Januar 1859; † 4. Juni 1941)      | 15. Juni 1888 – 9. November 1918 |             |

## Könige von Bayern(Wittelsbacher, LiniePfalz-Birkenfeld)
| Bild | Name (Lebensdaten)                                 | Regierungszeit                      | Anmerkungen |
| ---- | -------------------------------------------------- | ----------------------------------- | --- |
|      | Ludwig II. (* 25. August 1845; † 13. Juni 1886)    | 10. März 1864 – 9. Juni 1886        | |
|      | Otto (* 27. April 1848; † 11. Oktober 1916)        | 13. Juni 1886 – 11. Oktober 1916    | regierungsunfähig; für ihn führte Prinzregent Luitpold die Regentschaft |
|      | Ludwig III. (* 7. Januar 1845; † 18. Oktober 1921) | 5. November 1913 – 7. November 1918 | war ab dem 12. Dezember 1912 bereits Prinzregent; wurde am 5. November 1913 aufgrund einer Verfassungsänderung zum König von Bayern proklamiert, sodass Bayern bis zum Tod König Ottos zwei Könige zur selben Zeit hatte |

## Könige von Sachsen(Wettiner,albertinische Linie)
| Bild | Name (Lebensdaten)                                         | Regierungszeit                       | Anmerkungen |
| ---- | ---------------------------------------------------------- | ------------------------------------ | ----------- |
|      | Johann (* 12. Dezember 1801; † 29. Oktober 1873)           | 9. August 1854 – 29. Oktober 1873    |             |
|      | Albert (* 23. April 1828; † 19. Juni 1902)                 | 29. Oktober 1873 – 19. Juni 1902     |             |
|      | Georg (* 8. August 1832; † 15. Oktober 1904)               | 19. Juni 1902 – 15. Oktober 1904     |             |
|      | Friedrich August III. (* 25. Mai 1865; † 18. Februar 1932) | 15. Oktober 1904 – 13. November 1918 |             |

## Könige von Württemberg(Haus Württemberg)
| Bild | Name (Lebensdaten)                                  | Regierungszeit                      | Anmerkungen |
| ---- | --------------------------------------------------- | ----------------------------------- | ----------- |
|      | Karl I. (* 6. März 1823; † 6. Oktober 1891)         | 25. Juni 1864 – 6. Oktober 1891     |             |
|      | Wilhelm II. (* 25. Februar 1848; † 2. Oktober 1921) | 6. Oktober 1891 – 30. November 1918 |             |

## Großherzöge von Baden(Haus Baden)
| Bild | Name (Lebensdaten)                                       | Regierungszeit                         | Anmerkungen |
| ---- | -------------------------------------------------------- | -------------------------------------- | ----------- |
|      | Friedrich I. (* 9. September 1826; † 28. September 1907) | 5. September 1856 – 28. September 1907 |             |
|      | Friedrich II. (* 9. Juli 1857; † 9. August 1928)         | 28. September 1907 – 22. November 1918 |             |

## Großherzöge von Hessen und bei Rhein(Haus Hessen, Linie Darmstadt)
| Bild | Name (Lebensdaten)                                    | Regierungszeit                    | Anmerkungen |
| ---- | ----------------------------------------------------- | --------------------------------- | ----------- |
|      | Ludwig III. (* 9. Juni 1806; † 13. Juni 1877)         | 16. Juni 1848 – 13. Juni 1877     |             |
|      | Ludwig IV. (* 12. September 1837; † 13. März 1892)    | 13. Juni 1877 – 13. März 1892     |             |
|      | Ernst Ludwig (* 25. November 1868; † 9. Oktober 1937) | 13. März 1892 – 11. November 1918 |             |

## Großherzöge vonMecklenburg(Haus Mecklenburg, Linie Schwerin)
| Bild                 | Name (Lebensdaten)                                         | Regierungszeit                     | Anmerkungen |
| -------------------- | ---------------------------------------------------------- | ---------------------------------- | ----------- |
|                      | Friedrich Franz II. (* 28. Februar 1823; † 15. April 1883) | 17. März 1842 – 15. April 1883     |             |
| 1851 Friedrich Franz | Friedrich Franz III. (* 19. März 1851; † 10. April 1897)   | 15. April 1883 – 10. April 1897    |             |
|                      | Friedrich Franz IV. (* 9. April 1882; † 17. November 1945) | 10. April 1897 – 14. November 1918 |             |

## Großherzöge vonMecklenburg(Haus Mecklenburg, Linie Strelitz)
| Bild | Name (Lebensdaten)                                         | Regierungszeit                       | Anmerkungen |
| ---- | ---------------------------------------------------------- | ------------------------------------ | --- |
|      | Friedrich Wilhelm (* 17. Oktober 1819; † 30. Mai 1904)     | 6. September 1860 – 30. Mai 1904     | |
|      | Adolf Friedrich V. (* 22. Juli 1848; † 11. Juni 1914)      | 30. Mai 1904 – 11. Juni 1914         | |
|      | Adolf Friedrich VI. (* 17. Juni 1882; † 24. Februar 1918)  | 11. Juni 1914 – 23. Februar 1918     | ungeklärter Tod, als Datum des Todes wurde im Obduktionsbericht der 23. Februar angegeben, gefunden wurde er jedoch erst am 24. Februar. |
|      | Friedrich Franz IV. (* 9. April 1882; † 17. November 1945) | 23. Februar 1918 – 14. November 1918 | Als Verweser |

## Großherzöge vonOldenburg(Holstein-Gottorp)
| Bild | Name (Lebensdaten)                                             | Regierungszeit                    | Anmerkungen |
| ---- | -------------------------------------------------------------- | --------------------------------- | ----------- |
|      | Peter II. (* 8. Juli 1827; † 13. Juni 1900)                    | 27. Februar 1853 – 13. Juni 1900  |             |
|      | Friedrich August II. (* 16. November 1852; † 24. Februar 1931) | 13. Juni 1900 – 10. November 1918 |             |

## Großherzöge vonSachsen-Weimar-Eisenach(Haus Sachsen-Weimar)
| Bild | Name (Lebensdaten)                                 | Regierungszeit                    | Anmerkungen |
| ---- | -------------------------------------------------- | --------------------------------- | ----------- |
|      | Carl Alexander (* 24. Juni 1818; † 5. Januar 1901) | 8. Juli 1853 – 5. Januar 1901     |             |
|      | Wilhelm Ernst (* 10. Juni 1876; † 24. April 1923)  | 5. Januar 1901 – 9. November 1918 |             |

## Herzöge vonAnhalt(Askanier)
| Bild | Name (Lebensdaten)                                              | Regierungszeit                         | Anmerkungen |
| ---- | --------------------------------------------------------------- | -------------------------------------- | ----------- |
|      | Leopold IV. Friedrich Franz (* 1. Oktober 1794; † 22. Mai 1871) | 9. August 1817 – 22. Mai 1871          |             |
|      | Friedrich I. (* 29. April 1831; † 24. Januar 1904)              | 22. Mai 1871 – 24. Januar 1904         |             |
|      | Friedrich II. (* 19. August 1856; † 21. April 1918)             | 24. Januar 1904 – 21. April 1918       |             |
|      | Eduard (* 18. April 1861; † 13. September 1918)                 | 21. April 1918 – 13. September 1918    |             |
|      | Joachim Ernst (* 11. Januar 1901; † 18. Februar 1947)           | 13. September 1918 – 12. November 1918 |             |

## Herzöge und Regenten vonBraunschweig und Lüneburg(Welfen, Linie Wolfenbüttel)
| Bild | Name (Lebensdaten)                                                      | Regierungszeit                        | Anmerkungen |
| ---- | ----------------------------------------------------------------------- | ------------------------------------- | --- |
|      | Wilhelm (* 25. April 1806; † 18. Oktober 1884)                          | 20. April 1831 – 18. Oktober 1884     | Nach dem Tod Wilhelms, der keinen legitimen Erben hinterließ, übernahm ein Regentschaftsrat die Regierungsgeschäfte. |
|      | Hermann von Görtz-Wrisberg (* 5. April 1819; † 22. Februar 1889)        | 18. Oktober 1884 – 2. November 1885   | Vorsitzender des Regentschaftsrates                                                                                  |
|      | Albrecht von Preußen (* 8. Mai 1837; † 13. September 1906)              | 2. November 1885 – 13. September 1906 | Regent von Braunschweig                                                                                              |
|      | Albert von Otto (* 23. Dezember 1836; † 15. September 1922)             | 13. September 1906 – 5. Juni 1907     | Präsident des Regentschaftsrates                                                                                     |
|      | Johann Albrecht zu Mecklenburg (* 8. Dezember 1857; † 16. Februar 1920) | 5. Juni 1907 – 1. November 1913       | Regent von Braunschweig                                                                                              |
|      | Ernst August (* 17. November 1887; † 30. Januar 1953)                   | 1. November 1913 – 8. November 1918   | aus Linie Hannover                                                                                                   |

## Herzöge zuSachsen-Altenburg(Haus Sachsen-Altenburg (vormals -Hildburghausen))
| Bild | Name (Lebensdaten)                                 | Regierungszeit                      | Anmerkungen                                                  |
| ---- | -------------------------------------------------- | ----------------------------------- | ------------------------------------------------------------ |
|      | Ernst I. (* 16. September 1826; † 7. Februar 1908) | 3. August 1853 – 7. Februar 1908    |                                                              |
|      | Ernst II. (* 31. August 1871; † 22. März 1955)     | 7. Februar 1908 – 13. November 1918 | verstarb als letzter der ehemaligen deutschen Bundesfürsten. |

## Herzöge zuSachsen-Coburg und Gotha(Haus Sachsen-Coburg und Gotha)
| Bild | Name (Lebensdaten)                             | Regierungszeit                    | Anmerkungen |
| ---- | ---------------------------------------------- | --------------------------------- | ----------- |
|      | Ernst II. (* 21. Juni 1818; † 22. August 1893) | 29. Januar 1844 – 22. August 1893 |             |
|      | Alfred (* 6. August 1844; † 30. Juli 1900)     | 22. August 1893 – 30. Juli 1900   |             |
|      | Carl Eduard (* 19. Juli 1884; † 6. März 1954)  | 30. Juli 1900 – 14. November 1918 |             |

## Herzöge vonSachsen-Meiningen und Hildburghausen(Haus Sachsen-Meiningen)
| Bild | Name (Lebensdaten)                                 | Regierungszeit                     | Anmerkungen |
| ---- | -------------------------------------------------- | ---------------------------------- | ----------- |
|      | Georg II. (* 2. April 1826; † 25. Juni 1914)       | 21. September 1866 – 25. Juni 1914 |             |
|      | Bernhard III. (* 1. April 1851; † 16. Januar 1928) | 25. Juni 1914 – 10. November 1918  |             |

## Fürsten zurLippe(Haus Lippe)
| Bild | Name (Lebensdaten)                                     | Regierungszeit                       | Anmerkungen |
| ---- | ------------------------------------------------------ | ------------------------------------ | --- |
|      | Leopold III. (* 1. September 1821; † 8. Dezember 1875) | 1. Januar 1851 – 8. Dezember 1875    | |
|      | Woldemar (* 18. April 1824; † 20. März 1895)           | 8. Dezember 1875 – 20. März 1895     | |
|      | Alexander (* 16. Januar 1831; † 13. Januar 1905)       | 20. März 1895 – 13. Januar 1905      | nominell regierender Fürst zur Lippe, aber als geisteskrank entmündigt. Bis 1897 führte Adolf zu Schaumburg-Lippe die Regentschaft, ab 1897 Ernst zur Lippe-Biesterfeld |
|      | Leopold IV. (* 30. Mai 1871; † 30. Dezember 1949)      | 25. Oktober 1905 – 12. November 1918 | |

## FürstenReuß ältere Linie(Haus Reuß)
| Bild | Name (Lebensdaten)                                   | Regierungszeit                     | Anmerkungen                                                               |
| ---- | ---------------------------------------------------- | ---------------------------------- | ------------------------------------------------------------------------- |
|      | Heinrich XXII. (* 28. März 1846; † 19. April 1902)   | 8. November 1859 – 19. April 1902  |                                                                           |
|      | Heinrich XXIV. (* 20. März 1878; † 14. Oktober 1927) | 19. April 1902 – 11. November 1918 | regierungsunfähig, Personalunion mit Reuß jüngere Linie von 1902 bis 1918 |

## FürstenReuß jüngere Linie(Haus Reuß)
| Bild | Name (Lebensdaten)                                         | Regierungszeit                    | Anmerkungen                                                                                        |
| ---- | ---------------------------------------------------------- | --------------------------------- | -------------------------------------------------------------------------------------------------- |
|      | Heinrich XIV. (* 28. Mai 1832; † 29. März 1913)            | 11. Juli 1867 – 29. März 1913     | stand unter der Regentschaft seines Sohnes Heinrich XXVII. vom 15. Oktober 1908 bis 29. März 1913. |
|      | Heinrich XXVII. (* 10. November 1858; † 21. November 1928) | 29. März 1913 – 10. November 1918 | |

## Fürsten vonSchaumburg-Lippe(Haus Schaumburg-Lippe)
| Bild | Name (Lebensdaten)                               | Regierungszeit                     | Anmerkungen |
| ---- | ------------------------------------------------ | ---------------------------------- | ----------- |
|      | Adolf I. Georg (* 1. August 1817; † 8. Mai 1893) | 21. November 1860 – 8. Mai 1893    |             |
|      | Georg (* 10. Oktober 1846; † 29. April 1911)     | 8. Mai 1893 – 29. April 1911       |             |
|      | Adolf II. (* 23. Februar 1883; † 26. März 1936)  | 29. April 1911 – 15. November 1918 |             |

## Fürsten zuSchwarzburg-Rudolstadt(Haus Schwarzburg)
| Bild | Name (Lebensdaten)                                    | Regierungszeit                      | Anmerkungen                                |
| ---- | ----------------------------------------------------- | ----------------------------------- | ------------------------------------------ |
|      | Georg Albert (* 23. November 1838; † 19. Januar 1890) | 26. November 1869 – 19. Januar 1890 |                                            |
|      | Günther Victor (* 21. August 1852; † 16. April 1925)  | 19. Januar 1890 – 23. November 1918 | war auch Regent in Sondershausen 1909–1918 |

## Fürsten zuSchwarzburg-Sondershausen(Haus Schwarzburg)
| Bild | Name (Lebensdaten)                                                      | Regierungszeit                    | Anmerkungen                              |
| ---- | ----------------------------------------------------------------------- | --------------------------------- | ---------------------------------------- |
|      | Günther Friedrich Karl II. (* 24. September 1801; † 15. September 1889) | 19. August 1835 – 17. Juli 1880   |                                          |
|      | Carl Günther (* 7. August 1830; † 28. März 1909)                        | 17. Juli 1880 – 28. März 1909     |                                          |
|      | Günther Victor (* 21. August 1852; † 16. April 1925)                    | 28. März 1909 – 25. November 1918 | Personalunion mit Schwarzburg-Rudolstadt |

## Fürsten zuWaldeckund Pyrmont (Haus Waldeck)
| Bild | Name (Lebensdaten)                               | Regierungszeit                   | Anmerkungen |
| ---- | ------------------------------------------------ | -------------------------------- | ----------- |
|      | Georg Victor (* 14. Januar 1831; † 12. Mai 1893) | 15. Mai 1845 – 12. Mai 1893      |             |
|      | Friedrich (* 20. Januar 1865; † 26. Mai 1946)    | 12. Mai 1893 – 13. November 1918 |             |